# Кишш, Даниэль
 Даниэль Кишш (венг. Kiss Dániel; 2 августа 1991, Дунауйварош, Венгрия) — венгерский хоккеист, защитник клуба «Уйпешт», выступающего в МОЛ Лиге.

## Биография
Начал профессиональную карьеру в клубе «Дунауйвароши Ацельбикак». В 2013 году перешёл в клуб ШАПА. С 2015 года выступает за клуб «Уйпешт». Выступал в первом дивизионе чемпионата мира 2015 года. Вместе со сборной Венгрии занял второе место на турнире и вышел в элитный дивизион первенства планеты.